# Unione Calcio Cuoiopelli
L'Unione Calcio Dilettantistica Cuoiopelli, meglio nota come Cuoiopelli, è una società calcistica italiana con sede a Santa Croce sull'Arno.
Fondata nel 1954 con il nome di Associazione Sportiva Cuoiopelli, dal 2003 al 2009, in seguito all'ufficializzazione della fusione con il Cappiano Romaiano ha costituito il Cuoiopelli Cappiano Romaiano.
In oltre mezzo secolo di storia la Cuoiopelli ha partecipato a 4 campionati professionistici e a 22 campionati di Serie D.

## Storia

### Le origini
L'Associazione Sportiva Cuoiopelli viene fondata a metà degli anni '50 sulle ceneri della Filc Santa Croce, che a sua volta aveva raccolto l'eredità dell'Unione Sportiva Santa Croce. La sigla “Filc” stava a significare Federazione Italiana Lavoratori Chimici, e di fatto faceva della squadra di calcio l'espressione del sindacato dei lavoratori conciari. All'inizio del 1954 si fecero sempre più concrete le possibilità di un ingresso degli imprenditori all'interno della società, anche perché dopo i fasti degli anni '40 (biancorossi in serie C), la Santa Croce calcistica era ridotta ai minimi termini. Si formò così un comitato per la costituzione di una nuova società calcistica con in testa Afro Gabrielli e Ceciliano Riccioni. Furono questi due personaggi a prendere contatto con il presidente della Filc Canzio Macchi per la fondazione di quella che sarebbe stata l'A.S. Cuoiopelli, una società che fin dal nome vuole rappresentare e promuovere Santa Croce sull'Arno per la sua principale attività industriale, quella della concia delle pelli. Il nuovo sodalizio vide la luce nel settembre del 1954. L'accordo era semplice: i tesserati della Filc Santa Croce potevano entrare a far parte della Cuoiopelli. Dall'altra parte i nuovi dirigenti si sarebbero impegnati a rafforzare la squadra.

### Gli anni '50: l'approdo nella IV serie
Nei tre anni successivi alla sua fondazione la Cuoiopelli raggiunse nel 1957 la IV Serie interregionale, riconosciuta dalla FIGC come antenata dell'odierna Serie D. Nel 1954-55 infatti i biancorossi vinsero il campionato regionale di Prima Divisione, laureandosi poi campioni toscani della categoria battendo nello spareggio il San Marco Avenza. La stagione successiva in Promozione, all'epoca massimo torneo regionale, si classificarono secondi dietro al Montecatini. Tuttavia al termine dell'annata 1956-57 la Cuoiopelli riesce a compiere il salto in IV Serie al termine di un testa a testa con la Massese, culminato in uno spareggio al Porta Elisa di Lucca il 9 giugno 1957. Vinsero i biancorossi per 4-0 con reti dei giocatori simbolo di quel periodo: Bellandi, Ciabattini e Risorti (doppietta).
Approdata in IV Serie, che presto cambierà nome in serie D (nel 1959), la Cuoiopelli vi rimarrà per undici stagioni consecutive lanciando, nel corso degli anni '60, numerosi talenti verso i campionati di serie A e B. Il periodo è legato al nome del tecnico Loris Borgioli, ex portiere nella massima serie. Tuttavia l'allenatore lascerà il timone dei biancorossi proprio al termine del triennio 1954-57. Al suo posto arriva Aldo Puccinelli, grande bandiera della Lazio. Puccinelli rimane a Santa Croce sull'Arno per due anni e nella sua ultima stagione alla guida della Cuoiopelli sfiora la serie C con una squadra composta da buoni giocatori: il duo d'attacco Risorti-Ciabattini e poi Isolani, Malvolti, Vicari. Gli anni '50 si concludono con Ivo Buzzecoli in panchina, che grazie ad un ottimo finale di stagione riesce a salvare la Cuoiopelli dalla retrocessione dopo un avvio stentato. In quell'annata si mette in evidenza un giovane Enzo Riccomini, che poi da allenatore saprà raggiungere i massimi livelli del calcio italiano.

### Gli anni '60: undici anni tra i semiprofessionisti
Alla presidenza giunge Silvano Squarcini, imprenditore del già all'epoca fiorente indotto conciario. Squarcini ingaggia come direttore tecnico Milo Bildacci e come allenatore l'istriano Mario Zidarich, ex giocatore di Milan e Livorno in serie A. Questo trio rimarrà alla guida della Cuoiopelli per due stagioni, favorendo una struttura societaria di ottimo livello. La componente tecnica è garantita dall'arrivo in riva all'Arno di Carlo Visintin, tecnico che seppe plasmare tanti giovani talenti. In quel periodo mossero i primi passi tra i “semipro” un giovane Renzo Ulivieri e poi Bonetti, Matteoni e Battistoni, questi ultimi tre ceduti poi rispettivamente a Messina, Reggina e Fiorentina. L'era Visintin, che vide anche la presenza dell'ex portiere del Legnano e del Taranto Fabio Soldaini e di altri elementi di valore come Mastromei, Manzi e Petri, si concluse nel corso della stagione 1965/66, quando la Cuoiopelli lo esonerò per far posto a Remo Lancioni. Inizia da qui il periodo difficile per i colori biancorossi. Nel 1967 solo l'allargamento degli organici della serie D salva i santacrocesi, allenati prima da Arduino Romoli e poi da un giovanissimo Renzo Ulivieri (al suo esordio in panchina) dal ritorno nei dilettanti, mentre nel 1968 la Cuoiopelli ritorna in Promozione dopo dieci anni. Gli anni '70 si aprono con la squadra biancorossa nel purgatorio della Promozione e con in più la tegola di una penalizzazione di tre punti per un tentativo di illecito. È il periodo della grande transizione societaria, che vide la fine della lunga epoca segnata dal trio Qurici-Bracci-Grossi e l'avvento di una nuova dirigenza, dove i nomi di spicco sono quelli di Mario Brotini, Loriano Caponi, Endro Lupi, Carlo Battini e Sergio Benvenuti.

### Gli anni 70: la lunga risalita verso la serie D
Negli anni '70 la società vive di alti e bassi e raggiunge il minimo storico nel 1974 quando retrocede in Prima Categoria. In questo periodo negativo le uniche note liete sono l'arrivo a Santa Croce sull'Arno dell'ex ala della Juventus Carlo Dell'Omodarme nel 1971 e l'ottimo campionato che i biancorossi disputarono nel 1971/72 con allenatore Sergio Antonelli e in squadra Adamo Puccini, santacrocese doc che in passato aveva raggiunto la serie A e che negli anni '80 sarà tra i dirigenti più importanti della Cuoiopelli. Dal 1975 la riscossa: il biennio contraddistinto dalla presenza di Giuseppe Fiaschi in panchina permette ai biancorossi di tornare in Promozione nel 1977 e vede l'affermazione di uno dei più grandi bomber della storia biancorossa: Sauro Copelletti (66 reti in 5 campionati).
Inizia da qui il ciclo di Alberto Lazzerini, un allenatore che rimarrà legato ad uno dei periodi più belli della storia biancorossa. Lazzerini arriva a Santa Croce dalla Volterrana e per l'annata 1977/78 la società gli mette a disposizione una squadra costruita per vincere il campionato e riportare i biancorossi in serie D dopo dieci anni di assenza. Torna Luciano Rinaldi, mentre vengono confermati giocatori importanti come Giannoni, Copelletti, Ciancialo e Deidda. L'avversario è il Cecina, che terrà testa ai biancorossi per tutta la stagione. Nel girone di ritorno la vittoria contro il Fucecchio spiana la strada al successo finale, che vede la Cuoiopelli primeggiare sul Cecina per un solo punto. Approdata di nuovo in serie D società e squadra si consolidano e rimarranno in questa categoria per sette stagioni consecutive prima dell'approdo tra i professionisti nel 1986. L'era di Lazzerini in panchina vede l'affermarsi di altri elementi di spicco come Giancarlo Favarin, Massimo Benedetti e Luciano Spalletti. Gli anni '70, quindi, si concludono in modo opposto a come erano iniziati. Dallo sconforto per il ritorno in Promozione dopo tanti anni (1968) ad una Cuoiopelli ormai consolidata in un campionato nazionale come la serie D.

### Gli anni '80: la crescita del settore giovanile e l'approdo tra i professionisti

La Cuoiopelli 1989-1990

Gli anni '80 saranno un periodo di grandi soddisfazioni per la Cuoiopelli. Il decennio si apre con Alberto Lazzerini ancora in panchina. Nelle successive due stagioni la Cuoiopelli vedrà avvicendarsi in panchina tre allenatori: prima Sergio Orlandi e poi Paolo Battaglioli conducono la “Cuoio” a sfiorate la C2 arrivando seconda dietro al Pontedera. L'anno dopo (1982-1983) i biancorossi, con Danilo Nencetti in panchina, arrivano alla finale di Coppa Italia Dilettanti, battuti dalla Lodigiani. Al termine della stagione 1983-1984 la Cuoiopelli decide di investire nel vivaio. Viene stretto un accordo pluriennale con il Torino di Luciano Moggi e dell'avvocato Nizzola e così la “Cuoio” diventa la società di riferimento del club granata per tutta la Toscana. Il settore giovanile biancorosso diventa così uno dei più importanti della regione e saprà sfornare talenti come Cristiano Scalabrelli, Massimiliano Allegri, Maurizio Poli, David Balleri e Cristiano Lucarelli.
Sul campo le cose vanno male per due stagioni, in particolare nell'annata 1984/85 la Cuoiopelli parte con grandi ambizioni ma presto il campionato si rivelerà avaro di soddisfazioni e il tecnico Alessandro Bianchi paga per tutti. L'anno successivo Mario Brotini, direttore generale della società, punta sul ritorno di Alberto Lazzerini in panchina, mentre lo scambio Caramelli-Da Mommio risulterà vincente. Torna Favarin, mentre Mirko Tinucci assicura estro e fantasia alla manovra biancorossa. Solo il Migliarina La Spezia, allenata proprio dall'ex allenatore Bianchi, tiene il passo della Cuoio ma la vittoria nello scontro diretto al “Picco” (rete decisiva di Donati) spiana la strada all'approdo nei professionisti. Si apre così il secondo ciclo di Lazzerini in panchina, che proseguirà anche in C2. Dopo un anno di transizione, infatti, nel 1987-1988 la Cuoiopelli sarà autrice di un grande campionato arrivando terza in campionato e sfiorando la C1, categoria a cui invece saranno ammesse Carrarese e Montevarchi. Lazzerini lascerà definitivamente Santa Croce nel 1989, dopo un campionato di sofferenza ma culminato con la salvezza. Gli anni '80 si concluderanno con il ritorno nei dilettanti al termine della stagione 1989-1990, dove sulla panchina biancorossa si avvicendano Idilio Cei e Lucio Mujesan.

### Gli anni '90: un decennio dal doppio volto
Gli anni '90 hanno un doppio volto per la Cuoiopelli. Molto bene fino alla prima metà e da incubo nella seconda, con lo scivolone in Promozione e l'ispezione della Guardia di Finanza e i sigilli alla storica sede di corso Mazzini.
Dopo la retrocessione dalla C2, la dirigenza decide di puntare su tecnici molto giovani per il campionato Interregionale. Fino al 1992 sulla panchina della Cuoiopelli siede così Francesco D'Arrigo, che da poco ha appeso le scarpette al chiodo. Con lui due stagioni molto positive e poi l'avvicendamento con Marco Taffi e l'esplosione di Cristiano Lucarelli, prelevato dal Picchi Livorno a 17 anni per 25 milioni e ceduto a fine stagione al Perugia per una cifra dieci volte superiore. Un ex giocatore biancorosso guida la “Cuoio” nel 1993-1994: è Mirko Tinucci, che conduce la squadra ad una sofferta ma meritata salvezza. Alla fine di questa annata, fallita la possibilità di una fusione con il Ponsacco, la società decide di autoretrocedersi in Eccellenza per la scarsità di dirigenti e la conseguente pochezza di risorse. Nel 1994, dopo ben 17 anni, la Cuoiopelli torna a partecipare ad un campionato regionale. Un ritorno al passato traumatico, prima dal punto di vista sportivo e poi da quello societario.Una chicca: 1994-95, vittorie contro il Pisa, 3-0 all'Arena, e 1-0 al Masini, allenatore Battaglioli, tra i giocatori Carlo Caramelli e Silvio Gori.  Sul campo gli anni che vanno dal 1994 al 1998 vedono i biancorossi vivacchiare in Eccellenza. Poi un'ispezione della Guardia di Finanza mette al tappeto la società biancorossa dopo più di 40 anni di storia. Alla fine della stagione 1998-1999 i biancorossi toccano il fondo con la retrocessione in Promozione, è il punto più basso dal 1974. Come all'epoca però ad una disfatta seguì una pronta risalita. Si superano i problemi finanziari e Flavio Baldi, giovane assicuratore santacrocese, è l'uomo nuovo che tenta di riportare i biancorossi in alto.

### Il nuovo millennio: la fusione con il Cappiano
Il nuovo millennio vede la Cuoiopelli tornare in Eccellenza in seguito al secondo posto nel campionato di Promozione e dopo questo trionfo la società non intende fermarsi. Per la stagione 2001-2002 viene allestita una formazione in grado di lottare per il salto in serie D con Maurizio Hemmy in panchina. Le cose però vanno male e solo dopo l'avvicendamento alla guida tecnica, con l'arrivo di Andrea Del Monte, i biancorossi riescono a salvare la categoria. Nell'estate 2002 cominciano a farsi largo le prime voci di una fusione con il Cappiano ma la dirigenza va avanti per la sua strada all'insegna del ridimensionamento con Antonio Cernicchiaro direttore sportivo e Roberto Fagiolini allenatore.
Tuttavia nell'estate del 2003 la fusione si concretizza nonostante l'opposizione dello stesso presidente Baldi: la Cuoiopelli e il Cappiano, che ha appena vinto meritatamente il torneo di serie D, così decidono di unire le loro forze. La Cuoiopelli Cappiano Romaiano nasce così ufficialmente nel luglio del 2003 per affrontare il campionato di Serie C2, con presidenti Paolo Catastini e Carlo Battini, con quest'ultimo che ritorna nel mondo del calcio dopo oltre vent'anni. La loro non sarà, almeno nei primi anni, una convivenza facile. Tuttavia sul campo le soddisfazioni non mancano. I primi tre anni con in panchina prima Oliviero Di Stefano e poi Alessandro Pane (due stagioni) vedono i biancorossoazzurri (questi i nuovi colori societari) sfiorare i play-off. L'ingresso in società, nell'estate 2006, del costruttore di origine campana Michele Videtta, rafforza la compagine sociale della Cuoiopelli Cappiano, che per la stagione 2006-2007 allestisce una squadra in grado di puntare alle zone alte della classifica. Arriva l'ex viola Giacomo Banchelli e poi Stefani, il portiere Pardini e il difensore Macelloni. In panchina torna Di Stefano ma è un ritorno amaro. A novembre la situazione sembra già compromessa e in panchina arriva Agostino Iacobelli. Il tecnico campano rimarrà due stagioni e mezzo nel comprensorio del Cuoio conquistando tre salvezze con squadre molto giovani. Alle vicende sportive si accompagna una vicenda societaria turbolenta, dove le diverse anime presenti all'interno della dirigenza faticano a trovare un equilibrio. La tensione, da latente, diventa evidente durante la stagione 2008/09.
La svolta nel dicembre 2008, quando per la prima volta dalla fusione (2003) la Cuoiopelli Cappiano R. ha un presidente unico: è Carlo Battini.

### La fine della fusione e il ritorno alle origini
La stagione 2008-2009, la sesta consecutiva tra i professionisti, si conclude con il ritorno nei dilettanti. La retrocessione ha effetti devastanti per la società, anche se non per motivi economici. Si passa infatti rapidamente da concrete possibilità di ripescaggio in Seconda Divisione alla messa in liquidazione. Il mancato accordo tra il presidente Carlo Battini e il vicepresidente Michele Videtta e il cambio di denominazione sociale da Cuoiopelli Cappiano a Cuoiovaldarno R. Fc, stanno all'origine di una decisione clamorosa, che di fatto mette fine anche alla fusione. Già nel mese di luglio infatti alcuni dissidenti rifondano la società con il nome di Unione Calcio Cuoiopelli, iscrivendo la squadra al campionato di Prima Categoria per la stagione 2009-2010. Presidente viene nominato Arcangelo Ceglia, che così diventa il 15º presidente nella storia della Cuoiopelli.
La società partecipa al campionato di Promozione Toscana 2010-2011 girone A, giungendo al nono posto in classifica. Nella Promozione Toscana 2011-2012 i biancorossi vengono inseriti nel girone C.

## Allenatori e presidenti
- 1954-1957 Loris Borgioli
- 1957-1959 Aldo Puccinelli
- 1959-1960 Ivo Buzzegoli
- 1960-1962 Mario Zidarich
- 1962-1965 Carlo Visintin
- 1965-1966 Remo Lancioni
- 1966-1967 Arduino Romoli
Renzo Ulivieri
- 1967-1968 Emilio Gratton
Luigi Rosellini
- 1968-1969 Carlo Visintin
Luciano Torri
- 1969-1970 Luciano Torri
Ettore Zini
- 1970-1971 Roberto Balestri
Carlo Dell'Omodarme
- 1971-1972 Sergio Antonelli
- 1972-1973 Giuliano Mastromei
Aldo Puccinelli
- 1973-1974 Aldo Puccinelli
Celestino Russova
- 1974-1975 Oriano Nenci
- 1975-1977 Giuseppe Fiaschi
- 1977-1981 Alberto Lazzerini
- 1981-1982 Sergio Orlandi
Carlo Paolo Battaglioli
- 1982-1983 Danilo Nencetti
- 1983-1984 Giampiero Mariani
Carlo Paolo Battaglioli
- 1984-1985 Alessandro Bianchi
- 1985-1989 Alberto Lazzerini
- 1989-1990 Idilio Cei
Lucio Mujesan
- 1990-1992 Francesco D'Arrigo
- 1992-1993 Marco Taffi
- 1993-1994 Mirco Tinucci
- 1994-1995 Giovanni Maneschi
Carlo Paolo Battaglioli
- 1995-1998 Carlo Caramelli
- 1998-1999 Luciano Maracci
Aldo Romoli
- 1999-2001 Marco Menichetti
- 2001-2002 Maurizio Hemmy
- 2002-2003 Roberto Fagiolini
- 2009-2010 Alberto Banti
- 2010-2011 Alberto Banti
Alberto Lazzerini
Adamo Puccini
- 2011-2012 Leonardo Baldini
Carlo Paolo Battaglioli
Stefano Micheli
- 2012-2015 Andrea Cipolli
- 2015-2017 Carlo Caramelli
- 2017-2018 Andrea Cipolli
- 2018-2019 Andrea Cipolli
Massimiliano Giglioli

## Palmarès

### Competizioni nazionali
- Campionato Interregionale: 1

1985-1986 (girone E)

### Competizioni regionali
- Promozione: 3

1956-1957 (girone A), 1977-1978 (girone A), 2013-2014 (girone C)
- Prima Categoria: 1

2009-2010 (girone D)
- Prima Divisione: 1

1954-1955

## Statistiche e record

### Partecipazione ai campionati
| Livello | Categoria                                     | Partecipazioni | Debutto   | Ultima stagione | Totale |
| ------- | --------------------------------------------- | -------------- | --------- | --------------- | ------ |
| 4º      | Campionato Interregionale                     | 1              | 1958-1959 | 1958-1959       | 14     |
| 4º      | Serie D                                       | 9              | 1959-1960 | 1967-1968       | 14     |
| 4º      | Serie C2                                      | 4              | 1986-1987 | 1989-1990       | 14     |
| 5º      | Campionato Interregionale - Seconda Categoria | 1              | 1957-1958 | 1957-1958       | 13     |
| 5º      | Serie D                                       | 3              | 1978-1979 | 1980-1981       | 13     |
| 5º      | Campionato Interregionale                     | 7              | 1981-1982 | 1991-1992       | 13     |
| 5º      | Campionato Nazionale Dilettanti               | 2              | 1992-1993 | 1993-1994       | 13     |

### Partecipazione alle coppe
| Competizione            | Partecipazioni | Debutto   | Ultima stagione | Totale |
| ----------------------- | -------------- | --------- | --------------- | ------ |
| Coppa Italia Serie C    | 4              | 1986-1987 | 1989-1990       | 4      |
| Coppa Italia Dilettanti | 1              | 1982-1983 | 1982-1983       | 1      |